# Resial
Resial Alba Iulia (fostă Refractara) a fost unul din principalii producători de cărămizi refractare (cel mai mare, conform ziarului Adevărul) din România.
Fabrica a funcționat până în 2005, fiind cumpărată în anul 2004 de omul de afaceri italian Arieganello Pascqualino, printr-o licitație publică.
A intrat în procedură de faliment din anul 2005.
Înainte de 1990, aici lucrau peste 2.000 de oameni.
Fabrica avea trei hale industriale și spații de birouri, a căror suprafață totală era de 30.000 de metri pătrați, și un teren de 17 hectare.

## Informații financiare[4]
| Ani  | Venituri | Cheltuieli | Profit | Inventar | Rezerve | Creanțe | Datorii  | Banca și numerar | Angajați |
| ---- | -------- | ---------- | ------ | -------- | ------- | ------- | -------- | ---------------- | -------- |
| 2021 | 0        | 573        | -573   | 0        | 0       | 0       | 26920905 | 2015             | ?        |
| 2020 | 0        | 240        | -240   | 0        | 0       | 0       | 26919590 | 1273             | ?        |
| 2019 | 0        | 240        | -240   | 0        | 0       | 0       | 26919590 | 1513             | ?        |
| 2018 | 0        | 246        | -246   | 0        | 0       | 0       | 26919590 | 1753             | ?        |
| 2017 | 0        | 12318      | -12318 | 0        | 0       | 0       | 26919590 | 1999             | ?        |
| 2016 | 0        | 0          | 0      | 0        | 0       | 0       | 27032292 | 19               | ?        |